# Andami (krater)
För andra betydelser, se Andami.
Andami är en nedslagskrater på planeten Venus. Andami har fått sitt namn efter den iranska forskaren Azar Andami.
Kratern har en diameter på ungefär 29 kilometer.